# Jacques Barraband
Jacques Barraband (1767 Aubusson – 1. října 1809 Lyon) byl francouzský malíř proslulý zejména ilustracemi tropických ptáků. Nejslavnější byly jeho ilustrace studií Françoise Levaillanta. Kromě toho ilustroval i jednu knihu Françoise Marie Daudina. Poslední dva roky života byl profesorem na umělecké škole v Lyonu.